# Haevn
 (octobre 2019).
Si vous disposez d'ouvrages ou d'articles de référence ou si vous connaissez des sites web de qualité traitant du thème abordé ici, merci de compléter l'article en donnant les références utiles à sa vérifiabilité et en les liant à la section « Notes et références ».
Haevn (stylisé en HAEVN)  est un groupe de musique originaire de Kerkrade aux Pays-Bas, fondé en 2015. 
Ses deux membres fondateurs sont Marijn van der Meer et Jorrit Kleijnen. 

## Membres
- Marijn van der Meer – voix, guitare
- Jorrit Kleijnen – claviers
- Bram Doreleijers – guitare
- Mart Jeninga – guitare basse
- David Broeders – batterie

## Discographie

### Albums studio
- Eyes Closed (2018)

### EP
- Symphonic Tales (2019)
- Holy Ground (2022)

### Singles
- "Where the Heart Is" (2015)
- "Finding Out More" (2015)
- "Bright Lights" (2016)
- "Fortitude" (2017)
- "Back in the Water" (2018)
- "Mind Games" (2018)